# Gaussicuma scabrum
Gaussicuma scabrum är en kräftdjursart som beskrevs av Jones 1969. Gaussicuma scabrum ingår i släktet Gaussicuma och familjen Bodotriidae.
Artens utbredningsområde är Tasmanhavet. Inga underarter finns listade i Catalogue of Life.